# Riley Cote
Riley Cote (né le 16 mars 1982 à Winnipeg, dans la province du Manitoba au Canada) est un joueur professionnel retraité et entraîneur de hockey sur glace.

## Biographie
Cote est reconnu pour son talent de « enforcer » c'est-à-dire de perturbateur ou de bagarreur, avec une éthique de travail exceptionnel et son style fougueux et agressif dans le jeu. 
Jamais réclamé lors d'un repêchage dans la Ligue nationale de hockey, après avoir fini ces années junior, Cote arriva aux camp d'entraînement des Maple Leafs de Toronto et fit grande impression sur les entraîneurs et dirigeants à l'automne 2002. Il signa un contrat d'un an et fut envoyé avec le club école de la LCH les RiverKings de Memphis.
Alors qu'il fut appelé de temps en temps dans l'équipe affilié des Leafs dans la Ligue américaine de hockey, il passa la majeure partie du temps avec les RiverKings et gagna le championnat de la LCH durant la saison 2002-03. Quittant les Maple Leafs l'été venu, Cote signa un contrat de deux ans avec le Crunch de Syracuse dans la LAH, et essaya de faire partir de l'équipe des Blue Jackets de Columbus à l'automne 2003. Il ne réussit pas le camp et retourna avec leCrunch.
Une blessure à l'œil durant un match de pré-saison causa le retour de Cote dans en ECHL avec l'équipe des Bombers de Dayton pour la saison 2003-2004. En 2004-2005, il se vu offrir un contrat d'essai par les Phantoms de Philadelphie et il réalisa l'une de ces meilleures saisons en aidant les Phantoms à gagner la Coupe Calder et à cumuler un sommet personnel de 280 minutes de pénalités, et devenant par la même occasion l'un des préférés des supporters de l'équipe. Cote continua sur sa lancée pendant 2 ans avant que les Flyers lui offrent un contrat en 2006-2007. Cependant, une blessure à la cheville le laissa hors de glace pendant la majorité de la saison. À son retour au jeu, il fait ses débuts dans la LNH, il y fut acclamé par les supporters et répondit en déclenchant une bagarre à sa première entrée en jeu.
En signe de reconnaissance pour sa contributions à la communauté, Riley fut nommé Homme de l'année pour l'année 2006-2007 par les Phantoms.
Cote marqua son premier but dans la LNH le 17 février 2008 contre le gardien Carey Price des Canadiens de Montréal.
Cote étant un des favoris des supporters et un digne représentant des Flyers, il eut sa photo sur un panneau publicitaire où on peut lire « Vengeance » en anglais et où Riley pose avec les deux poings levés tel un boxeur.
Cote est connu pour sa force physique impressionnante, d'ailleurs il s'entraine aux Arts martiaux mixtes où il apprend le jiu-jitsu brésilien et d'autres techniques de combats qui peuvent lui être utiles durant une bagarre sur la glace
Il prend sa retraite du hockey professionnel le 9 août 2010 et est nommé entraîneur-adjoint des Phantoms de l'Adirondack.

## Statistiques
Pour les significations des abréviations, voir Statistiques du hockey sur glace.
| Saison     | Équipe                    | Ligue      |     | Saison régulière | Saison régulière | Saison régulière | Saison régulière | Saison régulière |   | Séries éliminatoires | Séries éliminatoires | Séries éliminatoires | Séries éliminatoires | Séries éliminatoires |
| Saison     | Équipe                    | Ligue      | PJ  | B                | A                | Pts              | Pun              | PJ               | B | A                    | Pts                  | Pun                  |                      |                      |
| 1998-1999  | Raiders de Prince Albert  | LHOu       | 37  | 3                | 2                | 5                | 63               | 9                | 0 | 0                    | 0                    | 9                    |                      |                      |
| 1999-2000  | Raiders de Prince Albert  | LHOu       | 67  | 6                | 7                | 13               | 71               | 3                | 1 | 0                    | 1                    | 2                    |                      |                      |
| 2000-2001  | Raiders de Prince Albert  | LHOu       | 64  | 17               | 35               | 52               | 114              |                  |   |                      |                      |                      |                      |                      |
| 2001-2002  | Raiders de Prince Albert  | LHOu       | 67  | 28               | 23               | 51               | 134              |                  |   |                      |                      |                      |                      |                      |
| 2002-2003  | Maple Leafs de Saint-Jean | LAH        | 6   | 0                | 0                | 0                | 5                |                  |   |                      |                      |                      |                      |                      |
| 2002-03    | Riverkings de Memphis     | LCH        | 51  | 8                | 6                | 14               | 241              | 14               | 1 | 0                    | 1                    | 54                   |                      |                      |
| 2003-2004  | Bombers de Dayton         | ECHL       | 57  | 6                | 11               | 17               | 258              |                  |   |                      |                      |                      |                      |                      |
| 2003-2004  | Crunch de Syracuse        | LAH        | 9   | 0                | 0                | 0                | 19               |                  |   |                      |                      |                      |                      |                      |
| 2004-2005  | Phantoms de Philadelphie  | LAH        | 61  | 4                | 7                | 11               | 280              | 13               | 0 | 0                    | 0                    | 6                    |                      |                      |
| 2005-2006  | Phantoms de Philadelphie  | LAH        | 70  | 3                | 1                | 4                | 259              |                  |   |                      |                      |                      |                      |                      |
| 2006-2007  | Flyers de Philadelphie    | LNH        | 8   | 0                | 0                | 0                | 11               |                  |   |                      |                      |                      |                      |                      |
| 2006-2007  | Phantoms de Philadelphie  | LAH        | 37  | 1                | 4                | 5                | 125              |                  |   |                      |                      |                      |                      |                      |
| 2007-2008  | Flyers de Philadelphie    | LNH        | 70  | 1                | 3                | 4                | 202              | 3                | 0 | 0                    | 0                    | 0                    |                      |                      |
| 2008-2009  | Flyers de Philadelphie    | LNH        | 63  | 0                | 3                | 3                | 176              |                  |   |                      |                      |                      |                      |                      |
| 2009-2010  | Flyers de Philadelphie    | LNH        | 15  | 0                | 0                | 0                | 24               |                  |   |                      |                      |                      |                      |                      |
| Totaux LNH | Totaux LNH                | Totaux LNH | 156 | 1                | 6                | 7                | 411              | 3                | 0 | 0                    | 0                    | 0                    |                      |                      |